# تپه مورچی ۱
تپه مورچی ۱ مربوط به دوره اشکانیان است و در شهرستان کرمانشاه، بخش مرکزی، دهستان بالادربند، ۲/۵ کیلومتری شمال شرق روستای تنوردول واقع شده و این اثر در تاریخ ۱۵ دی ۱۳۸۷ با شمارهٔ ثبت ۲۴۱۴۸ به‌عنوان یکی از آثار ملی ایران به ثبت رسیده است.